# لودویک بعل
لودویک بعل (انگلیسی: Ludovic Baal؛ زادهٔ ۲۴ مهٔ ۱۹۸۶) بازیکن فوتبال اهل فرانسه است.
از باشگاه‌هایی که در آن بازی کرده‌است می‌توان به باشگاه فوتبال رن، باشگاه فوتبال لو مان، و باشگاه فوتبال لانس اشاره کرد.
وی همچنین در تیم ملی فوتبال گویان فرانسه بازی کرده‌است.